# Yasuhiro Yamashita

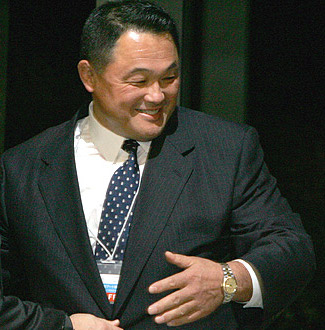
Yasuhiro Yamashita (2005)

Yasuhiro Yamashita (japanisch 山下 泰裕, Yamashita Yasuhiro; * 1. Juli 1957 in Yabe (heute: Yamato), Kamimashiki-gun, Japan) ist einer der erfolgreichsten japanischen Judoka und Träger des 8. Dan.

## Leben und Wirken
Yamashita machte seinen Studienabschluss an der Tōkai-Universität. 1977 war er der jüngste Wettkämpfer bei den All Japan Judo Championship. Zwischen Oktober 1977 und seinem Rücktritt im April 1985 war er unbesiegt und gewann 203 Kämpfe meist mit Ippon. Er war neunmal Alljapanischer Meister, viermal Weltmeister und Olympiasieger von Los Angeles. Von 1970 bis 1985 gewann Yasuhiro Yamashita 528 Kämpfe, verlor nur 16 mal und kämpfte 15 mal unentschieden.
Yamashita ist Professor an seiner Alma Mater und seit 2003 Education & Coaching Director der International Judo Federation (IJF). Im Juni 2017 wurde er zum Präsidenten der All Japan Judo Federation (AJJF) gewählt und trat damit die Nachfolge von Shoji Muneoka an.

## Erfolge
- Alljapanischer-Meister 1977, 1978, 1979, 1980, 1981, 1982, 1983, 1984, 1985
- Weltmeister (+95 kg) 1979, 1981, 1983
- Weltmeister (Offene Klasse) 1981
- Olympiasieger 1984